# 東山御文庫
東山御文庫（ひがしやまごぶんこ）は、京都市上京区の京都御所内の東北隅に位置する皇室の文庫。禁裏御文庫（きんりごぶんこ）・東山文庫（ひがしやまぶんこ）とも呼ばれる。歴代天皇の宸翰及び収集・手沢の書画・道具など約6万点が収蔵されている。

## 概要
現在、奈良・正倉院の西宝庫などと同様に勅封扱いとなっており、宮内庁侍従職が管理している。秋の曝涼（所蔵物の「虫干し」のことで定期的に行われる）の際に専門家を対象とした特別な調査が許される以外に公開されることはない。ただし、書陵部によってマイクロフィルム化が、東京大学史料編纂所によって写本（「京都御所東山御文庫記録」）化が進められており、内容の一部が公開されるようになった。
2016年以降には、東京大学史料編纂所図書室の閲覧用端末にて画像として参照可能な書も存在する。
なお、「東山」の名称は近衛邸内にあった「東山の御庫」と称する土蔵が、1881年に近衛忠煕より献上・移設されて文庫の施設として利用されたことに由来している。従って、足利義政の東山殿や東山天皇（113代天皇）などとは直接の関連性はない。

## 歴史
皇室には古代から様々な書籍などが伝えられてきたが、応仁の乱や戦国時代の経済的衰微によって多くを手放した。その後、後陽成天皇・後水尾天皇が社会の安定化を受けて収集に尽力したが、承応2年6月23日（1653年7月17日）の火災で内裏はほぼ全焼し、文庫も1宇を残して全て灰燼に帰した。これを憂慮した後西天皇・霊元天皇は、京都の公家や寺社に要請して和歌・物語・日記・記録・有職故実・公事関連書・社寺文書類などの精度の高い写本を作成し、更に貴重な典籍を謄写して副本を作成して別の場所に置くことによって亡失を防ごうとした。万治4年1月15日（1661年2月14日）、再度の内裏火災で残された蔵書の多くが焼失したが、別に安置した副本は被害を免れた。これを機に歴代天皇は貴重書の収集とその副本作成に尽くし、副本を納める倉庫を充実させた。これが後の東山文庫の始まりである。貴重書収集・副本作成の作業には天皇自身も深く関与し、その宸筆によって本文・外題が記されたものが多い。蔵書印には後西天皇（「明暦」）・東山天皇（「元禄」）・桜町天皇（「延享」）・後桜町天皇（「明和」）など在位中の元号を用いたものや「皇統文庫」という統一印を用いる例（後西・桜町・孝明天皇）などがあり、孝明天皇のように「統仁」・「此華」・「天淵」などの独自の蔵書印を作成する天皇もいた。東京奠都後、内裏の蔵書の一部は新御所の設置された東京城に移され、更に宮家創設時に分与された例もある（ただし、分与を受けた宮家は後に全て断絶してしまうこととなり、蔵書は宮内庁書陵部や国立歴史民俗博物館に移された）。その後、近衛家の東京移住に伴って取り壊されることになった近衛邸のうち、東山の御蔵が献上されて残された文庫の保管に用いられたために、その名前がそのまま文庫名となった。